# Maximillian Giuliani
Maximillian Giuliani (n. 3 iulie 2003, Traralgon⁠(d), Victoria, Australia) este un înotător australian, medaliat olimpic. A participat la 1 ediție a Jocurilor Olimpice (2024) în care a câștigat 1 medalie de bronz.